# Gagrellula niveata
Gagrellula niveata is een hooiwagen uit de familie Sclerosomatidae.